# Helmuth Schepp
Helmuth Schepp (* 7. März 1894 in Neuhaus (Oste); † 16. September 1982 in Aachen) war ein deutscher Bildhauer und Hochschullehrer.

## Leben
Der Sohn des Siegener Landrates Ernst Rudolf Schepp wurde in Neuhaus geboren und verbrachte nach dem frühen Tod des Vaters seine Jugendzeit mit seinen vier Geschwistern im großelterlichen Haus in Freiburg im Breisgau. Sein Großvater mütterlicherseits, August Weismann, war Zoologe und Pianist, woher die Neigung Schepps zur Musik seinen Ursprung hat. Nach seinem humanistischen Abitur 1913 studierte Helmuth Schepp zunächst Elektrotechnik an der TH Darmstadt und war zugleich 1913/14 in einem technischen Betrieb als Werkstudent tätig. Von 1914 bis 1918 erfolgte sein Kriegseinsatz, bei dem er bei Verdun durch einen Knieschuss verwundet wurde.
Nach dem Ersten Weltkrieg betätigte sich Schepp neben seinem Technikstudium bis 1921 musikalisch im Freiburger und Baseler Orchester und freundete sich mit dem Kunsthistoriker Helmuth Lütjens (1893–1987) und mit jüdischen Intellektuellen wie beispielsweise Wilhelm Szilasi an. Nachdem Schepp 1921 an der Darmstädter TH sein Vorexamen in Maschinenbau und Elektrotechnik abgelegt hatte, studierte er anschließend bis 1923 an der TH München Technische Physik und Kunst bei Th. Georgi. Schließlich ließ er sich bei den Atelier-Betreibern des 1921 verstorbenen Bildhauers Adolf von Hildebrand in München zum Bildhauer ausbilden und richtete sich zur gleichen Zeit in Berlin ein eigenes Atelier ein, welches er bis 1928 betrieb. Danach zog er nach Aachen und baute sich in Roetgen ein neues Atelier auf.
Nach einem ersten Studienaufenthalt in Rom wurde Schepp im Jahr 1933 von der Technischen Hochschule Aachen eine Lehrstuhlvertretung im Fach Plastik angeboten. Zugleich trat er offensichtlich aus Karrieregründen in die Sturmabteilung (SA) ein, woraufhin er vom 1. Dezember 1934 bis 1950 zum offiziellen Lehrbeauftragten für Plastik (Modellieren) ernannt wurde und die Leitung der Plastiksammlungen und Werkstätten der TH innehatte. Ebenfalls nahm er von 1933 bis 1938 regelmäßig an den Jahresausstellungen der Aachener Künstler teil. In dieser Zeit lehnte Schepp eine ihm angetragene Parteimitgliedschaft in der NSDAP genauso ab wie eine Tätigkeit als Kunstgutachter.
Nachdem die TH kriegsbedingt bereits zu fast 70 % zerstört worden war, erfolgte am 11. September 1944 auf Anordnung des Kreisleiters Rudolf Schmeer, des Reichsverteidigungskommissars Josef Grohé und des amtierenden Rektors Hans Ehrenberg die endgültige Evakuierung nach Dillenburg, der sich auch Schepp anschloss, dessen Wohnung und Atelier in Aachen und Roetgen bereits ausgebombt worden waren. Damit entging er den Nachstellungen Ehrenbergs, der mehrere Universitätskollegen, welche sich diesen Anordnungen widersetzt hatten und lieber ins benachbarte Belgien auswichen, um in die Hände der heranrückenden Alliierten zu gelangen, noch vor ihrer Flucht verhaften ließ. Schepp, der als Mitglied der Anthroposophischen Gesellschaft nun auch politisch verfolgt wurde, flüchtete zu seiner bereits nach Tirol evakuierten Familie und kam nach 1945 in österreichische Internierung.
Bei den späteren Aufarbeitungen über die Mitwirkung von Hochschulangehörigen während des Nationalsozialismus hinterließ Schepp lediglich das Bild eines Hochschullehrers, der sich zum einen nicht sonderlich um Politik kümmerte, zum anderen es aber auch verstand, sich nach allen Seiten abzusichern. Am 28. September 1946 wurde er in der Liste der politisch verfolgten Professoren und Dozenten der TH Aachen aufgelistet.
Schepp kehrte nach seiner Freilassung wieder nach Aachen zurück und begann den Lehrstuhl zu reorganisieren. Ab 1949 war er als außerordentlicher Professor für das Fachgebiet Plastik und Modellieren maßgeblich am Wiederaufbau der TH beteiligt und hierbei besonders beim Ausbau der künstlerischen Fächer in der Architekturabteilung. Hier wirkte er bis zu seiner Emeritierung und war darüber hinaus auch als freischaffender Künstler tätig. Zwischenzeitlich war seine Familie aus dem selbstgewählten Exil nachgezogen und Schepp bezog ein Haus am Muffeter Weg in Aachen, in dem er 1960 auch ein neues Atelier einrichtete.
Bereits zuvor, im Jahr 1947, gehörte Helmuth Schepp zu den Mitgründern des Aachener Künstlerbundes und zusammen mit Carl Schneiders und Anton Wendling der Aachener Sezession. Im Jahr 1951 erfolgte gemeinsam mit Ewald Mataré, Anton Wendling, Kurt Schwippert und Peter Mennicken seine Teilnahme an dem 4. Internationalen Sommerferienkurs Kunst und Technik an der RWTH. In den Jahren 1952 bis 1960 unternahm Schepp zahlreiche weitere Studienreisen, unter anderem nach England, Frankreich, Italien, Österreich und in die Schweiz sowie durch Deutschland und in Begleitung von Professor R. Steinbach der RWTH Aachen nach Griechenland, Ägypten und in die Türkei. Darüber hinaus nahm er zwischen 1960 und 1961 an den Tagungen der Kunstprofessoren in München und Berlin teil und gehörte unter anderem mit Mataré zu den Jurymitgliedern bei verschiedenen Bildhauer-Wettbewerben.
Schepp war seiner musikalischen Neigung trotz aller beruflichen und politischen Schwierigkeiten treu geblieben und gründete daraufhin 1952 das Aachener Hochschulorchester und war mit diesem als akademischer Leiter, Cellist, Bratschist und erster Konzertmeister aktiv.

## Familie
Helmuth Schepp war verheiratet mit Margarethe C. Kötscher, die ihm 1936 die Tochter Astrid und 1938 den Sohn Johannes gebar sowie 1949 noch die Tochter Lilli Angelika. Sein Sohn Johannes Schepp, Meisterschüler bei Bruno Goller, ist in Borgholzhausen ebenfalls als Bildhauer und Maler tätig. Vater und Sohn Schepp traten im Jahre 1965 auf einer gemeinsamen Ausstellung im Suermondt-Ludwig-Museum und 1980 in der Galerie 3A in Ascona auf.
Helmut Schepp wurde am 21. September 1982 auf dem Aachener Westfriedhof II beigesetzt.

## Stil

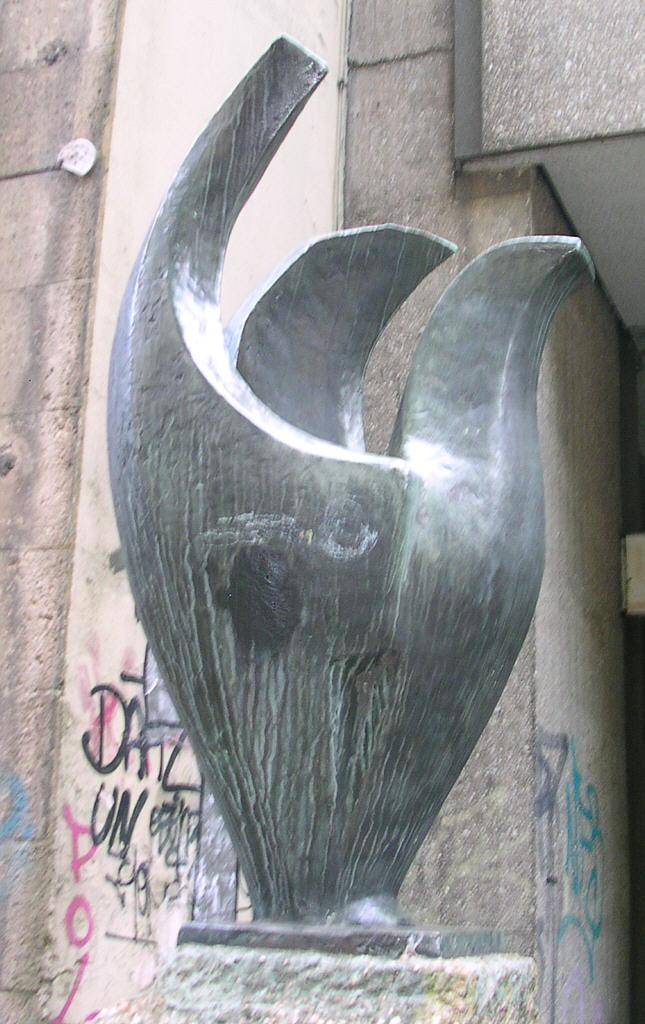
Phoenix, 1962/63

Helmut Schepps figurale Werke demonstrieren seine Auseinandersetzung mit dem Problem Raum – Volumen. Adam C. Oellers berichtet, dass Schepp Adolf von Hildebrands Werke und „seine große Idee der Strukturierung der Gestalt und ihrer Wahrnehmung genau studiert (hat). Auch er weiß um die "Reliefhaftigkeit", den klaren schichtenförmigen Aufbau der verschiedenen Ansichten einer Skulptur, welcher ihr Gesamtvolumen im Raum erst durch die gedankliche Zusammenführung im Betrachter sich entwickeln lässt. Hildebrandts Begriff der "Architektur" einer Plastik wird Schepps Lebenswerk, das sich zunehmend auch der "Kunst am Bau" zuwandte, schon früh eine Basis gegeben haben.“
Seit 1924 setzen sich seine Berliner Werke frei mit der Form auseinander. Die Basis bildet das tradierte klassische Menschenbild. Er reduzierte die Körperform zu blockhaft abstrahierten geometrischen Darstellungen. „Der Einfluß der klassischen Berliner Bildhauerschule hinterlässt ebenso seine Spuren: Die Figuren gewinnen an innerem Volumen, Körperhaltung und Gestik werden ausgreifender, die Oberflächen beginnen bewegter zu werden und sich dem Spiel von Licht und Schatten zu unterwerfen (z. B. im Porträt Lili Szilasi).“
Seine Frühwerke fallen dem Krieg zum Opfer. Ab 1928 in Aachen dominiert in seinen Werken der klassische Kontrapost und die Wiedergabe von Emotionen in Form der Kopfhaltung und der kraftvoll modelliert bewegten Oberflächengestaltung. Das Menschenbild seiner Werke veranschaulicht das eigene Leibesbild in Bezug auf den Künstler und den Betrachter. „Und damit ist auch verständlich, daß sich diese Leiberfahrung zwischen Anziehung und Verletzlichkeit niemals in den Dienst der Nazikunst stellen konnte, welche den menschlichen Körper nur als ein Ausbeutungsobjekt betrachtet und benutzt hatte.“
Seine Arbeiten der 30er Jahre und der Nachkriegszeit veranschaulichen seine Bemühungen, die innere Dynamik in äußerer Formgebung zu gestalten. Ähnlich wie in der Malerei die Künstler den Pinselduktus sichtbar lassen, zeigt Schepp die Bearbeitungsspuren mit dem Meißel. Neben diesem stilisierten Werkprozess finden sich polierte Kunstwerke. In sich ruhende geschlossene Figuren und Reliefs erblickt man neben raumgreifenden Darstellungen.
Nach 1955 tritt eine Veränderung in seinen Denkmal-Werken ein. Die Figur des Einzeldenkmals arbeitete er vollplastisch heraus. Seine Kunstwerke am Bau beanspruchten dagegen eine Flächenhaftigkeit, Linienhaftigkeit und Stilisierung der Ornamente. Die zeitgenössische Architektur inspirierte den Künstler zu neuen Gestaltungsformen. Seine Tänzerinnen und die Dreigliederung sind eine zeitgemäße Fortsetzung der Kunst im und am Bau wie sie im Aachener Stadtbild z. B. an den Eingangsreliefs der Elisabethhalle vorkommt. Zeittypische Entwicklungen wie z. B. der Kubismus sind an seinen Werken abzulesen. Sowohl die räumlich-architektonische Auseinandersetzung als auch die inhaltlich-thematische beschäftigten Schepp. Sein schwarz polierter Phoenix versinnbildlicht den Aufstieg aus der Asche.
Zu dem Entstehungsprozess eines seiner Werke gehörten zahlreiche Ausarbeitungen in Form von Skizzen und Bozzetti. Helmuth Schepp war ein analytischer Bildhauer. Zum Teil ist seinen Werken eine weiche rundliche Physiognomie eigen. Seine diversesten Materialbehandlungen sind nicht auf einen Nenner zu bringen.

### Thematik
In seinen Werken befasste er sich mit Porträts, antiker Mythologie, Denkmälern für Brunnen, Kriegserinnerungen, Geschichte, Folklorismus, Allegorie, Symbolik und Goetheanismus. Von 1933 bis 1992 waren seine Werke in sechs Einzelausstellungen und 14 Gruppenausstellungen zu besichtigen.

## Werke
- 1925 Lili Szilasi, Bronzebildnis

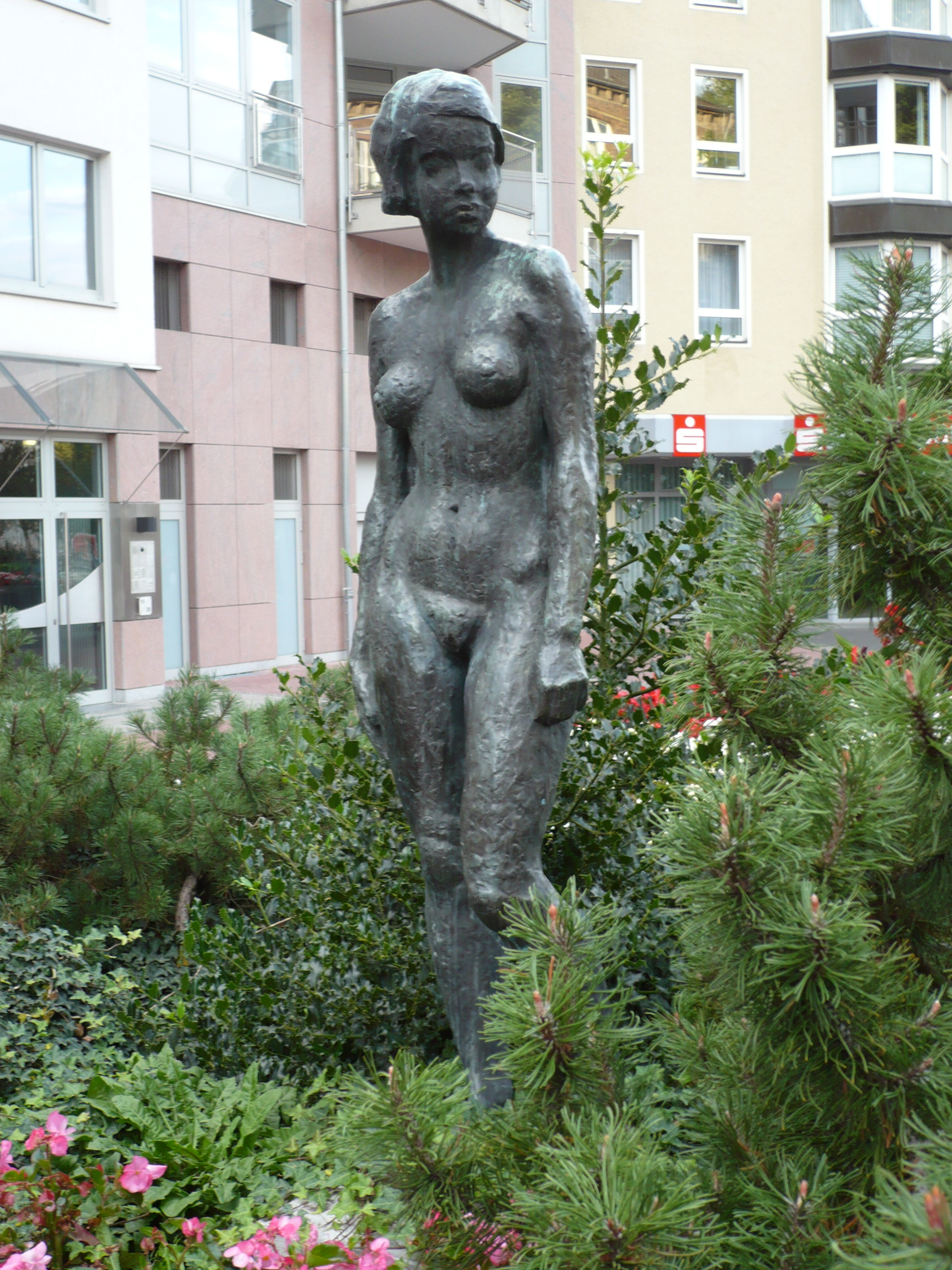
Mädchenplastik, Nachguss

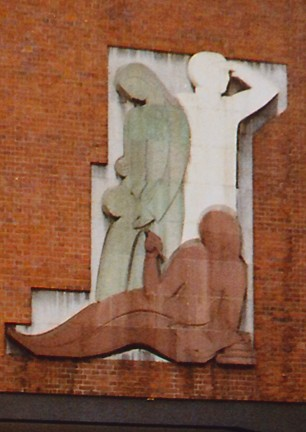
Dreigliederung

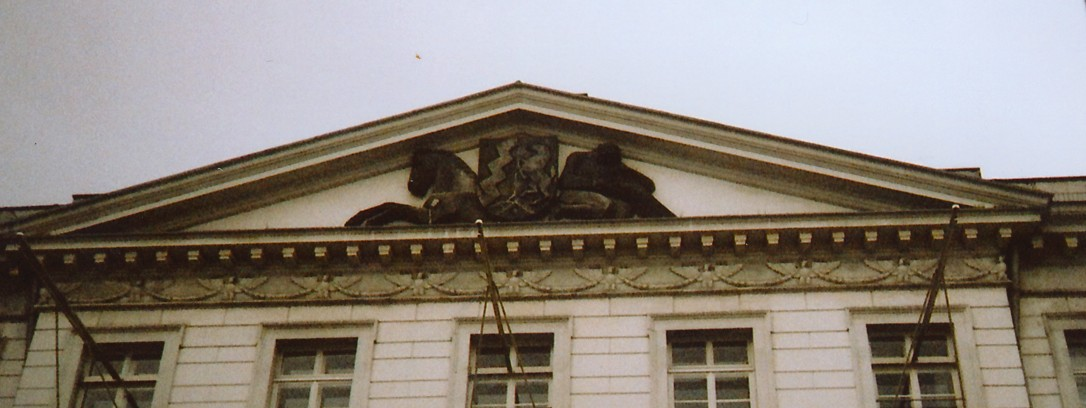
Tympanon mit Landeswappen von Nordrhein-Westfalen

- Mädchenplastik, Erstguss Aachen, 1930; im Besitz des Suermondt-Ludwig-Museums. Ein Nachguss steht auf dem Burtscheider Mark in Aachen-Burtscheid.
- 1921/25 Hockende, verschollen
- um 1930 Aktzeichnung
- um 1935/38 Stehender Knabe, Gips/Bronze
- 1936 Johannes und Maria, Holzskulpturen
- 1937 Kleine Schreitende, Bronze
- vor 1938 Zwei Porträtreliefs, Übach-Palenberg, ehem. Rathaus Übach, Kriegsverlust (?)
- 1939 Irmgard Seefried, Gipsrelief
- 1946 Mutter und Kind, Bronzerelief
- 1948 Bildnis Frau K., Stein
- 1948 Teilnahme an dem Wettbewerb Neugestaltung des Elisenbrunnens
- 1948 Teilnahme an dem Wettbewerb Heine-Denkmal in Düsseldorf
- 1948/49 Stehender weiblicher Akt, Gips, zerstört
- vor 1949 Kriegerehrung, Mainz-Amöneburg
- 1949 Supraporte Relief, Deutsche Edelstahlwerke in Krefeld
- 1949 Weiblicher Akt, Gartenfigur, Stein
- 1950 Ehrenmal, Schleiden-Gemündener Soldatenfriedhof
- 1950 Ehrenmal für die Gefallenen, Grabplatte, Blaustein, Wassenberger Soldatenfriedhof, entfernt
- 1951 Hochkreuz, Kall-Steinfeld, Soldatenfriedhof Kloster Steinfeld
- 1951 Zwei Tänzerinnen, 2 separate Steingussreliefs, die beiden lebensgroßen weiblichen Aktdarstellungen befinden sich rechts und links neben dem Eingang zur Mittelloge auf dem I. Rang im Stadttheater Aachen. Das Tympanonrelief und Les Demoiselles d’Avignon inspirierten Schepp zu diesen zeittypischen Kunstwerken im Bau.
- 1951 Sandalenbinderin, Muschelkalkrelief an Außenfront, Karlsgraben 31 (vor Schuhgeschäft), Aachen
- 1951 Grabplatte, Blaustein, Inden-Pier, Friedhof, Ehrenmal für die Gefallenen
- 1952 Die vier Elemente
- 1952 Aufsteigender Christus, Holzrelief
- 1953 Bockreiter Brunnen-Denkmal, Herzogenrath, Ferdinand-Schmetz-Platz
- 1953 Kriegergedenkstein mit Michaelrelief, Alsdorf-Begau
- 1953 Weiblicher Porträtkopf, gebrannter Ton
- 1953 Tympanon mit dem Landeswappen NRW, Landesbehördenhaus (ehem. Regierungsgebäude), Theaterplatz 14, Aachen. Schepp stellt das Wappen dar, extrahiert die gemeinen Figuren und wiederholt sie in seitenverkehrter Anordnung als Pferd und Quellfigur, mit denen er das Wappen umgibt. Das schwarze Relief überschneidet das helle Tympanonfeld an mehreren Stellen.
- 1954 Ehrenmal für die Gefallenen, Friedhof Aldenhoven-Freialdenhoven
- 1954/55 (?) Hochkreuz, Jülich, Kriegsgräberanlage
- 1955 Schafe, Relief, Boxgraben, frühere Textilingenieurschule, heute Fachhochschule Aachen.
- 1955 Helios, Wagenlenker am Freiherr-vom-Stein-Gymnasium in Kleve, Ziegelstein – Entwurf in Bronze
- nach 1955 Heinrich Heine, Denkmal
- nach 1955 Brunnenfigur, Bielefeld
- 1956  Vater und Sohn, Skulptur im Eingangsbereich zur Aula des Heinrich-Heine-Gymnasiums Oberhausen[7], ehemals in Essen, Zweitguß in Bad Laasphe
- 1956/62 Liegende, Brunnenfigur, Bielefeld, heute: Ishara-Familienbad Bielefeld
- 1957 Bärenbrunnen, Emmerich, Gymnasium
- 1957 Kreislauf des Lebens oder Wasserträgerinnen, Messing-Bandrelief, Sparkasse Aachen (ehem. Kreissparkasse)
- 1958 Pallas Athene und der Falkenist, Stahlbandrelief am Schleidener Gymnasium
- 1959 Rossebändiger, Wettbewerbsentwurf (Gipsmodell) für die Gestaltung einer Plastik vor dem Großen Hörsaalgebäude der TH Aachen (Audimax), Ecke Turmstraße/Wüllnerstraße
- 1959/60 Die Dreigliederung, polychromes Natursteinrelief (in Blau, Rot und Weiß) aus Sandstein mit der Darstellung von vier Figuren (eine Lesende/Schreibende für den Geist, eine Mutter mit Kind für den Körper und ein Ausschau haltender Mann für die Psyche), Peterstraße in Aachen (ehem. Stadtbibliothek) soll Rudolf Steiners These vom Menschen als Wesen aus Körper, Seele und Geist zu Grunde liegen.[8]
- um 1960 Mädchen sitzende, Bronze
- 1960 Daphne, Gips (auch Dryade und Herbstblatt)
- 1962 Dryade, Bronze, Oberhausen (Südbad)[9]
- Mensch und Engel, in Ton gebrannt
- 1961–1964 Auffliegende Schwäne/Nils Holgersson, Duisburg-Buchholz, Volksschule (heute Buchholzer Waldschule), Sittardsberger Allee

RWTH:
- 1951/52 4 Reliefsäulen, Gießerei-Institut, Intzestraße
- 1952/53 Bandrelief, Portal des Gießerei-Instituts, Intzestraße
- 1953/54 Geschichte der Chemie/Versuch einer neuen Technik, fünf Backsteinreliefs, Chemische Institute
- 1962/63 Phoenix, Schinkelstraße vor dem Reiff-Museum